# Brian Skaarup
Brian Skaarup (født 15. august 1972) er en dansk tidligere fodboldspiller. Igennem sin karriere har han spillet for Randers Freja, FC Saarbrücken, Odense Boldklub og Vorup FB.

## Karriere

### Ungdomsårerne
Brian Skaarup startede med at spille fodbold i barndomsklubben Ørsted IF, inden han i en tidlig alder kom til Randers Freja (nu Randers FC). Han fik sin debut på ungdomslandsholdet i en alder som 16 år og formåede at score hele 6 mål i en U/16-landskamp mod Østrig i en 9-3 sejr ved U/16 Europamesterskabet i fodbold 1989. De tre øvrige mål blev scoret af Thomas Thorninger.

### FC Saarbrücken (januar 1992 - juli 1992)
I en alder af 19 år fik Skaarup tilbuddet om at komme til tyske 2. Bundelsligaklub FC Saarbrücken midt i sæsonen 1991/92. Sommeren efter rykkede klubben op i 1. Bundesliga. Grundet manglende spilletid skiftede han i sommeren 1992 til Odense Boldklub, som netop var rykket i Superligaen efter et år i den næstbedste række.

### Odense Boldklub (1992 - 1995)
Årerne i Odense Boldklub var meget plaget af skader. Han var dog med til at vinde sølvmedaljerne og var med i pokalfinalen, som blev vundet 2-0 over AaB i hans første sæson i klubben.
Sæsonen efter skulle OB spille UEFA Cup, og her var Skaarup også med. Han scorede bl.a. mod den engelske storklub Arsenal F.C. i 1-2-nederlaget på Odense Stadion. Odense Boldklub røg dog ud efter samlet 3-2 til Arsenal.
Skaarup nåede i alt at spille 50 superligakampe i de 3 år, han var i klubben. Skaarup stoppede sin aktive karriere i sommeren 1995 efter en skadesplaget sæson, hvor det blot blev til enkelt kamp for Odense Boldklub. Han blev derefter erklæret fodboldinvalid.

## Anden virke efter fodboldkarrieren
Efter Skaarup stoppede sin karriere i en alder af blot 23 år, var han ikke mæt af fodboldlivet.
Han startede som ungdomstræner i barndomsklubben Ørsted IF.
Derefter overtog han 1. holdet i klubben. Efter nogle år med succes, var det tid til at prøve noget nyt. Hørning GF var Skaarups nye klub.
I 2009 blev han træner for Rougsø FF (senioroverbygning til barndomsklubben Ørsted IF).